# Bahamas nos Jogos Paralímpicos
Bahamas participou pela primeira vez dos Jogos Paralímpicos em 1972. Contudo, desde 1988 não competiu nos Jogos Paralímpicos de Verão. Por outro lado, Bahamas nunca participou das edições dos Jogos Paralímpicos de Inverno.